# Tauernspoortunnel
De Tauernspoortunnel is de langste tunnel in de Tauernspoorlijn en tevens de langste spoorwegtunnel in Oostenrijk. Hij loopt van Böckstein in het noorden, naar Mallnitz in het zuiden. De tunnel is 8550 meter lang en werd in 1909 voltooid.
Tussen 2000 en 2004 werd de Tauerntunnel grondig gerenoveerd. Tijdens deze werken werd de noordelijke tunnelingang ingrijpend gewijzigd om een nogal beruchte bocht in de buurt van deze ingang te corrigeren die in de loop der jaren talloze treinen had doen ontsporen. Omdat het eerste deel van de tunnel niet bijzonder diep onder de grond lag, werd deze permanent opengegraven, waardoor de tunnelingang in feite 179 meter naar het zuiden werd verplaatst en de lengte van de tunnel werd verkort van 8.550 naar 8.371 meter. Het tunnelhoofd van de oude tunnelingang werd intact gelaten op zijn oorspronkelijke locatie, zij het zonder operationeel doel; Het staat momenteel als een herdenkingsboog. Tijdens deze renovatieperiode werden ook alle rails en hoogspanningsleidingen in de tunnel vervangen, terwijl beschadigde delen van de tunnelmuur werden gerepareerd en branddetectiesystemen werden geïnstalleerd. De tunnel sloot ook van 18 november 2024 tot 14 juli 2025 voor verdere modernisering.

## Autosluis
Al sinds de Eerste Wereldoorlog is het mogelijk om bij een van de twee stations aan de ingang van de tunnel, Böckstein en Mallnitz de auto op de trein te zetten, om zo tegen betaling door de tunnel te komen zonder omrijden. Deze trein wordt 'Autoschleusse' oftewel 'autosluis' genoemd. Soortgelijke autotreinen zijn vooral te vinden in Zwitserland, bij de Lötschbergtunnel, de smalspoortunnels Furkatunnel en de Vereinatunnel.

## Veiligheid
Sinds er in diverse tunnels in Europa, waaronder de Tauerntunnel voor autoverkeer, ernstige ongelukken zijn gebeurd, heeft men ook hier zware maatregelen genomen. Zo zijn er in de tunnel brandmeldingssystemen aangebracht en staan er nu aan beide kanten van de tunnel reddings- en blustreinen klaar. Ook de autosluis is extra beveiligd. Vroeger was het toegestaan om tijdens de doortocht in de auto te blijven zitten. Nu moeten alle mensen uit hun auto en in een rijtuig, direct achter de locomotief, plaatsnemen. Dit rijtuig is uitgerust met een speciale koppeling. Als er in een van de auto's brand uitbreekt, worden de locomotief en het passagiersrijtuig automatisch losgekoppeld en kunnen alle passagiers snel in veiligheid gebracht worden.